# Conte d'estiu
Conte d'estiu (títol original en francès: Conte d'été) és una pel·lícula francesa de 1996 dirigida per Éric Rohmer. És la tercera del cicle de "Contes de les quatre estacions" (Contes des quatre saisons). Ha estat subtitulada al català.

## Anàlisi
La indecisió i la incompleció de Gaspard en fan un objecte adaptable a tots els desigs. Pertany a l'edat precedent, el dels Contes morals i de la majoria de les comèdies i proverbis en el moment que precedeix la formació dels desigs, quan aquests són presos en l'instant. Pel·lícula de vacances com Pauline à la plage o Le Rayon vert, és una de les pel·lícules més físiques de Rohmer.

## Repartiment
- Melvil Poupaud: Gaspard
- Amanda Langlet: Margot
- Gwenaëlle Simon: Solène
- Aurelia Nolin: Lena
- Alain Guellaff: l'oncle Alain
- Evelyne Lahana: La tia Maiwen
- Yves Guérin: L'acordionista
- Franck Cabot: Un cosí